# Béla Wenckheim
Béla Freiherr von Wenckheim (ur. 16 lutego 1811 w Peszcie, zm. 7 lipca 1879 w Budapeszcie) – węgierski polityk, premier Węgier w 1875, minister spraw wewnętrznych Węgier w latach 1867–1869.

## Życiorys
Béla Wenckheim pochodził z bogatej rodziny. Ukończył studia prawnicze w Peszcie i w wieku 19 lat został adwokatem. W 1839 został posłem do parlamentu, gdzie dołączył do frakcji liberalnej. Podczas powstania węgierskiego uczestniczył w pracach węgierskiego parlamentu. Po upadku powstania uciekł z kraju, do którego powrócił dopiero po ogłoszeniu amnestii dla jego uczestników. Po powrocie został członkiem węgierskiego sejmu krajowego, gdzie współpracował z Ferencem Deákiem.
Po zawarciu ugody austriacko-węgierskiej w 1867, na mocy której Węgry uzyskały daleko idącą samodzielność w ramach Austro-Węgier Wenckheim został ministrem spraw wewnętrznych w pierwszym węgierskim rządzie kierowanym przez Gyulę Andrássy'ego. W 1871 powrócił do rządu jako minister dworu królewskiego, którą to funkcję sprawował nieprzerwanie do swojej śmierci. W 1875 (po połączeniu się stronnictw Deáka i Kálmána Tiszy) był przez kilka miesięcy premierem rządu węgierskiego (od 2 marca do 20 października).
Nigdy się nie ożenił, zmarł bezpotomnie.

## Odznaczenia
Odznaczenia von Wenckheima to między innymi:
- Krzyż Wielki Orderu Świętego Stefana
- Krzyż Wielki Orderu Leopolda
- Kawaler Orderu Świętych Maurycego i Łazarza (Węgry)
- Order Medżydów I klasy (Imperium Osmańskie)
- Order Lwa i Słońca I klasy (Persja)